# Vignoc
Vignoc település Franciaországban, Ille-et-Vilaine megyében. Lakosainak száma 2290 fő (2022. január 1.). Vignoc Hédé-Bazouges, Gévezé, Guipel, Langouet, La Mézière, Montreuil-le-Gast, Saint-Médard-sur-Ille és Saint-Symphorien községekkel határos.

## Népesség
A település népessége az elmúlt években az alábbi módon változott:
| Lakosok száma | 667  | 773  | 887  | 1596 | 1796 | 1831 | 1910 | 2025 | 2115 | 2290 |
|               | 1968 | 1982 | 1990 | 2006 | 2013 | 2015 | 2017 | 2019 | 2020 | 2022 |